# La Païva
Pour les articles homonymes, voir Lachmann et Paiva (homonymie).
La Païva, est le pseudonyme d'Esther Pauline Blanche Lachmann, comtesse Henckel von Donnersmarck, née le 7 mai 1819 à Moscou et morte le 21 janvier 1884 au château de Neudeck en Silésie, célèbre courtisane et demi-mondaine du XIXe siècle.

## Biographie

### Origines, enfance et premiers mariages
Esther Pauline Blanche Lachmann est née de parents juifs polonais de la région Ouest de l'Empire russe, appelée zone de résidence des Juifs. Son père, Martin Lachmann est tisserand ; il a épousé Anna Amalia Klein vers 1815.
Le 11 août 1836, on la marie à Antoine François Hyacinthe Villoing, tailleur français né vers 1810 et installé en Russie. Un fils, Antoine Villoing, naît en 1837 mais dès l’année suivante, rebutée par une vie qu’elle trouve ennuyeuse, elle s’enfuit avec un inconnu, dans une longue traversée de l'Europe qui la conduit jusqu’à Paris.

### Vie mondaine à Paris et à Londres

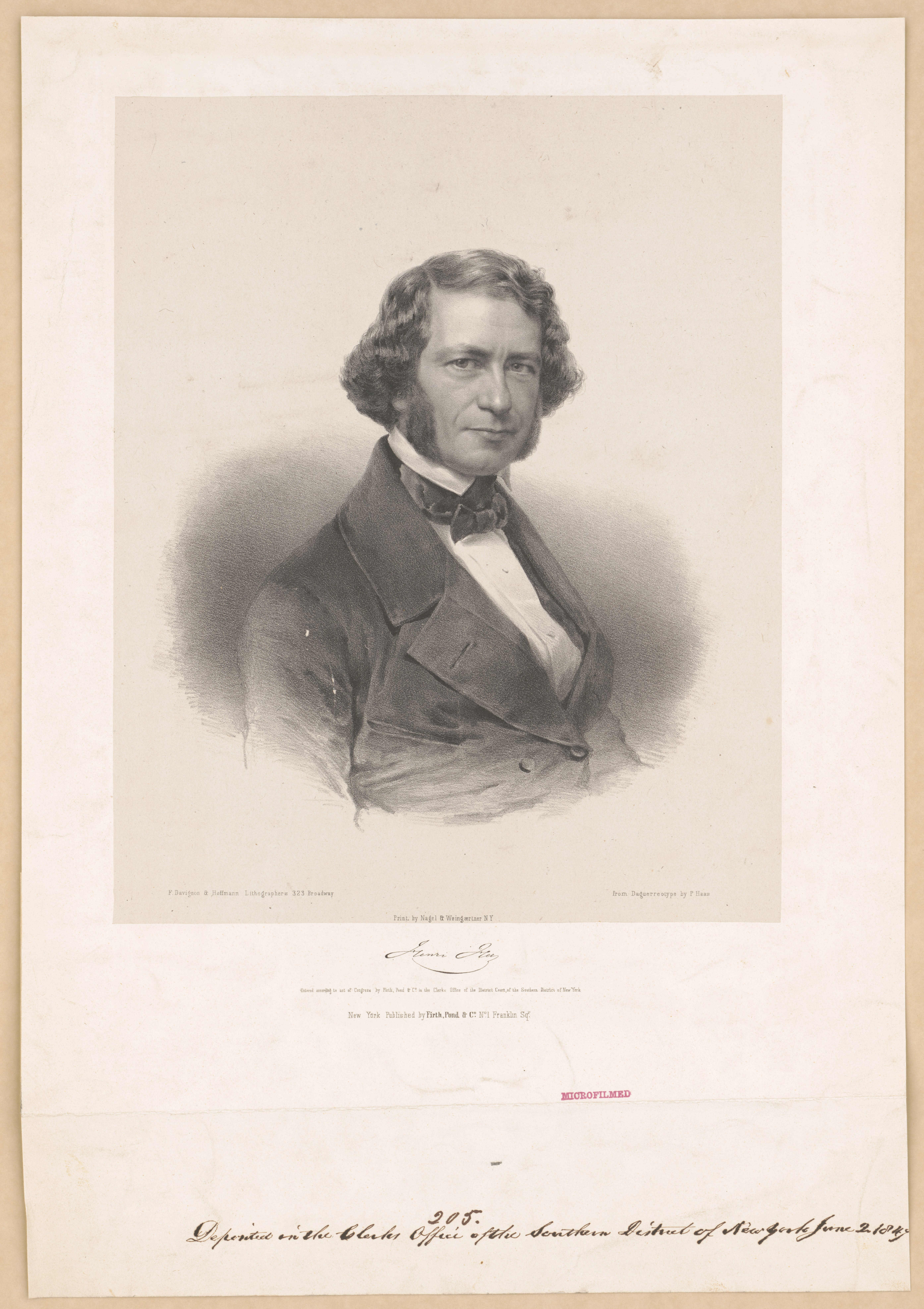
Henri Herz en 1849.

Installée près de l'église Notre-Dame-de-Lorette (quartier des lorettes), elle s'introduit dans le milieu de la prostitution où, sur le conseil d'une de ses collègues, elle adopte le pseudonyme de Thérèse. 
Vers 1840, elle rencontre le riche pianiste Henri Herz, qui tombe éperdument amoureux d'elle et qui lui fait connaître plusieurs autres artistes : les compositeurs Franz Liszt et Richard Wagner, les écrivains Théophile Gautier et Émile de Girardin. On suppose qu'un mariage — illégitime puisque l'épouse était déjà mariée en Russie à Antoine Villoing — eut lieu à Londres. De cette union naît vers 1841, une fille prénommée Henriette, aussitôt confiée aux parents de Herz. L'enfant meurt prématurément en 1859.
Dès cette époque, Thérèse s'affirme comme l'une des femmes les plus élégantes de Paris.
En 1848, Herz part donner des concerts aux États-Unis. Restée en France, elle dilapide la fortune de son compagnon : la famille de ce dernier la chasse. Elle va tenter de refaire sa vie à Londres. Au Covent Garden, elle rencontre Lord Édouard Stanley, qui s'éprend d'elle et la comble de présents.

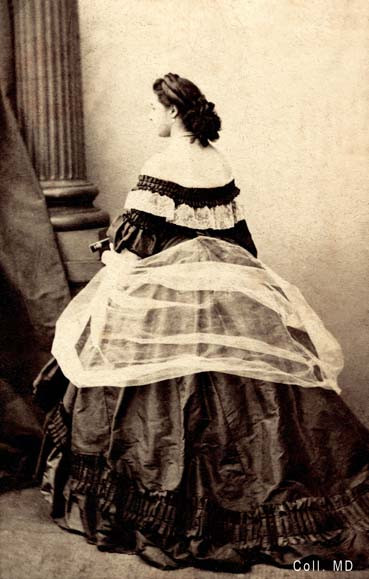
La Païva, en 1860, portrait par Marie-Alexandre Alophe.

D'autres riches amants succèdent à Stanley. Fin 1848, elle regagne Paris où elle entretient une liaison avec le duc de Gramont. Son premier mari, Villoing, quitte la Russie pour la reconquérir mais elle le repousse ; désespéré, il meurt à Paris en 1849.
Le 5 juin 1851, la veuve Villoing, séparée de Herz, épouse un riche Portugais, le marquis Albino Francisco de Païva-Araujo, qui lui offre un hôtel au 28, place Saint-Georges, construit en 1840 par l’architecte Édouard Renaud, où elle réside jusqu'en 1852.

Hôtel particulier place saint-Georges à Paris
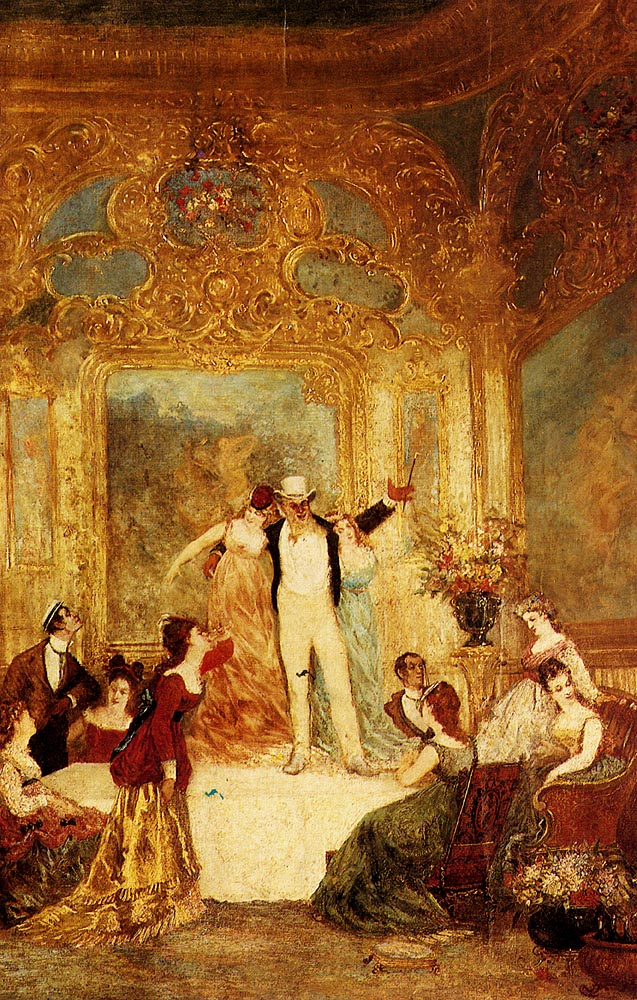
Toile représentant Une soirée chez la Païva, peinte par Adolphe Monticelli.
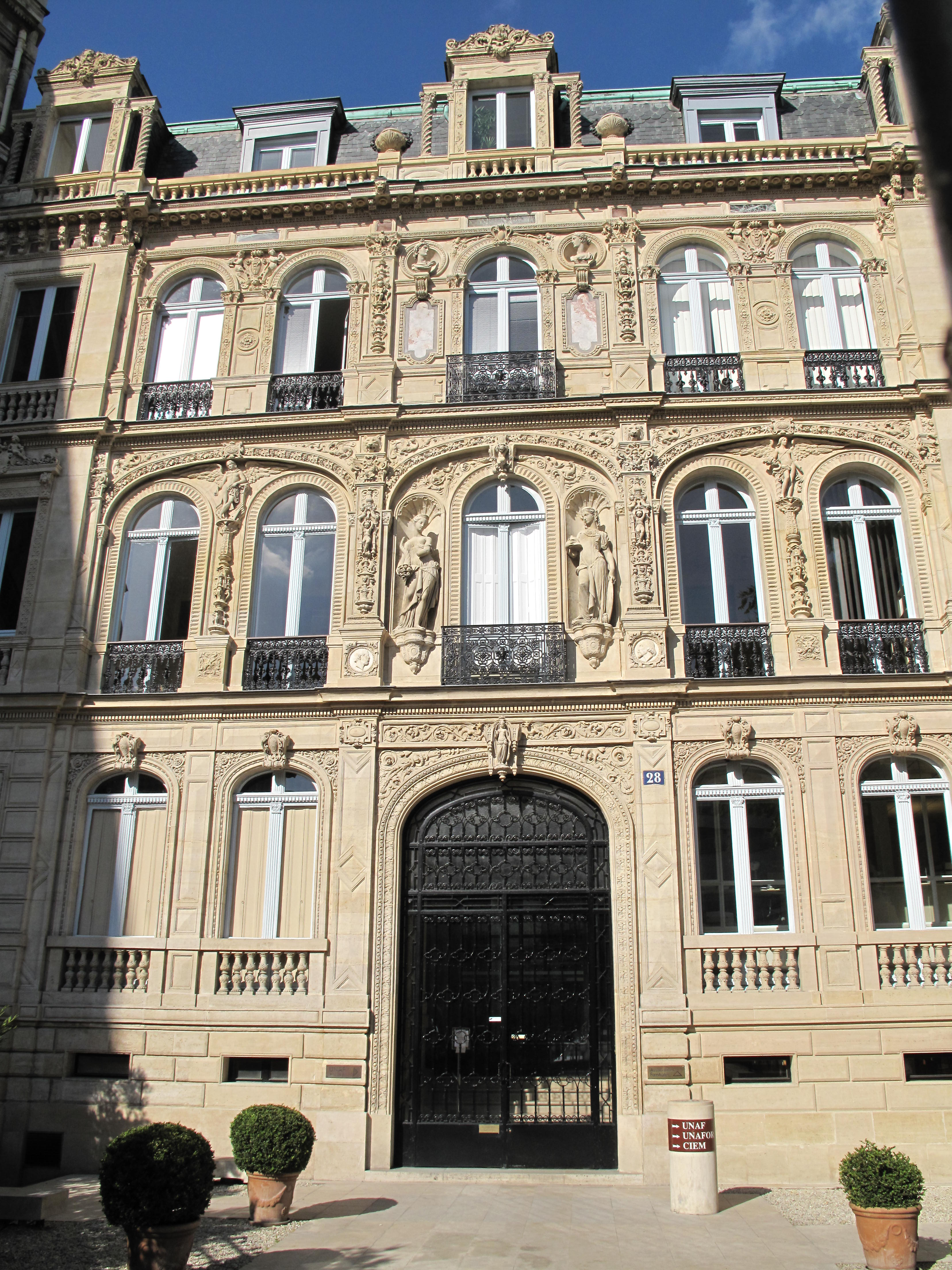
Premier hôtel de la Païva (hôtel de Bernis) au 28 place Saint-Georges en 2009.
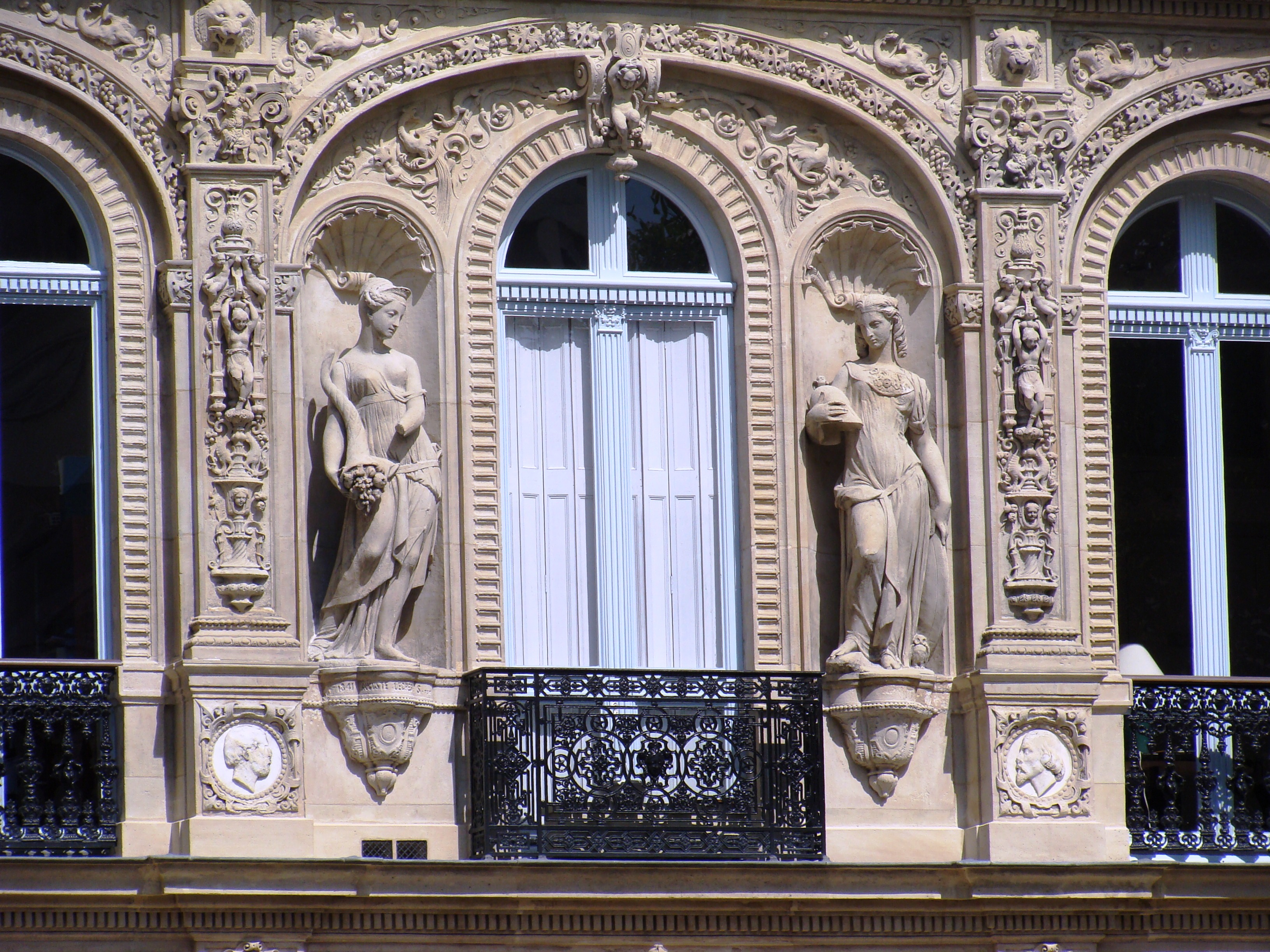
Détail de la façade : statues de l'Abondance et de la Tempérance.

Le lendemain du mariage elle déclare à son mari que « chacun ayant obtenu ce qu'il voulait, il convient d'en rester là ». Le couple se sépare et le marquis de Païva retourne au Portugal mais elle continue de porter le titre présumé de son époux en tant que « marquise de Païva, qui sonne bien ». Païva est le nom d'un château du Portugal sur le Douro, n'ayant jamais appartenu à Araujo, fils d’un roturier, Albino Gonçalves de Araújo marchand colonial portugais et son épouse, Mariana Vicência de Païva. Il est possible que le titre trompeur d’Araujo de Païva provienne d'une supposition populaire affirmant qu'il se serait lié au vicomte de Païva, ambassadeur du Portugal à Paris dans les années 1850, véritable détenteur du titre de noblesse lié au château homonyme.

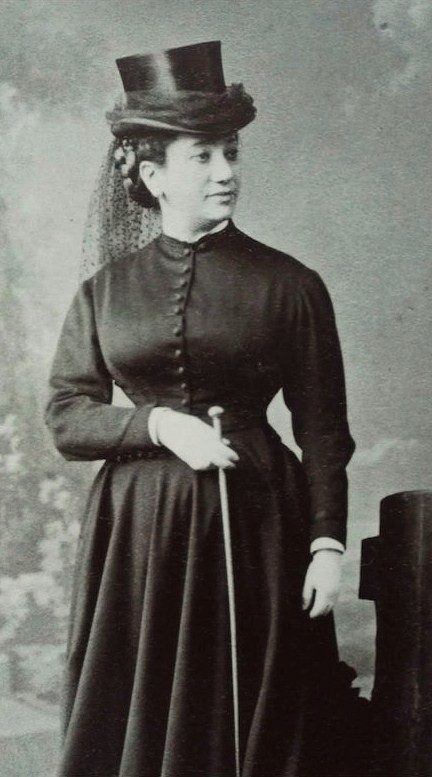
La Païva dans les années 1860.

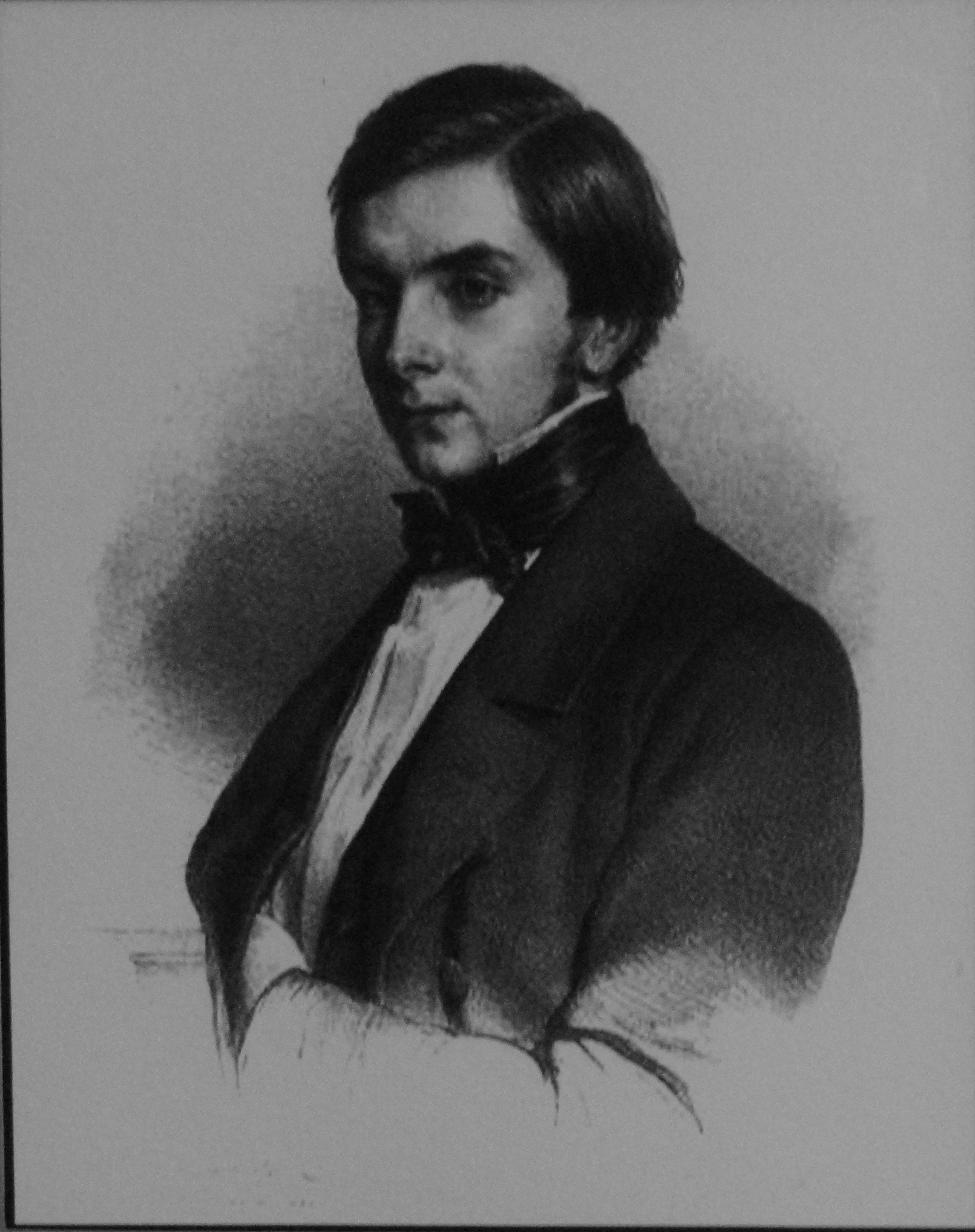
Guido Henckel von Donnersmarck (1830-1916), en 1871.

En 1852, Thérèse devient la maîtresse d'un richissime prussien, un cousin du chancelier allemand Otto von Bismarck, le comte Guido de Donnersmarck, originaire de Silésie. Entre 1856 et 1865, il lui fait construire, au 25 avenue des Champs-Élysées, le somptueux hôtel de la Païva. Son coût exorbitant (dix millions de francs-or) défraie la chronique. 
L'architecte Pierre Manguin choisit le style, alors en vogue, de la Renaissance italienne ; on y admire encore un grand escalier en onyx jaune d'Algérie, une salle de bains de style mauresque, de somptueuses cheminées par Barbedienne, des sculptures de Jules Dalou ou d'Albert-Ernest Carrier-Belleuse et des peintures de Paul Baudry. Le bâtiment abrite le Travellers Club.

Hôtel particulier avenue des Champs-Elysées à Paris
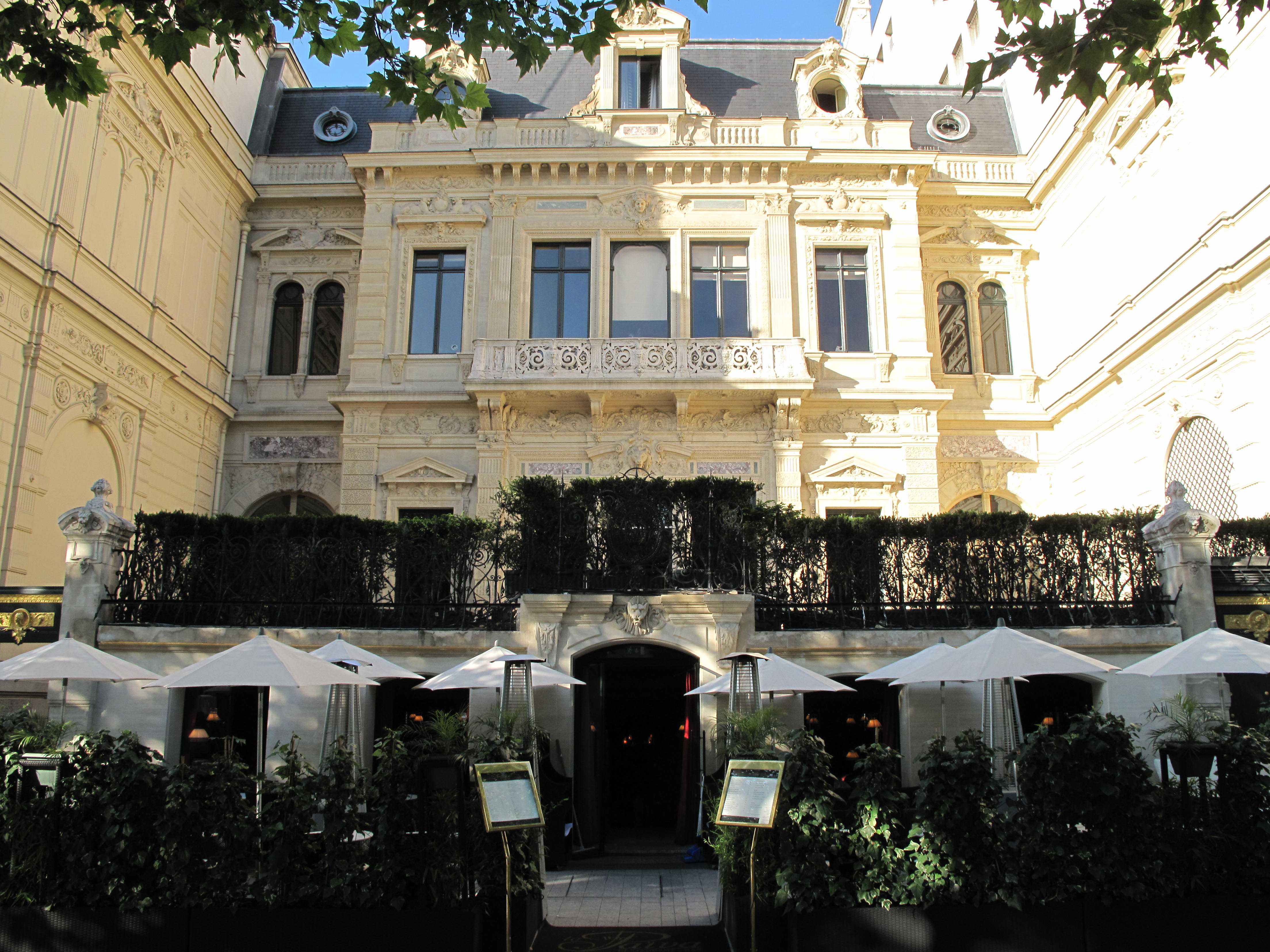
Hôtel de la Païva au 25 avenue des Champs-Élysées en 2009.
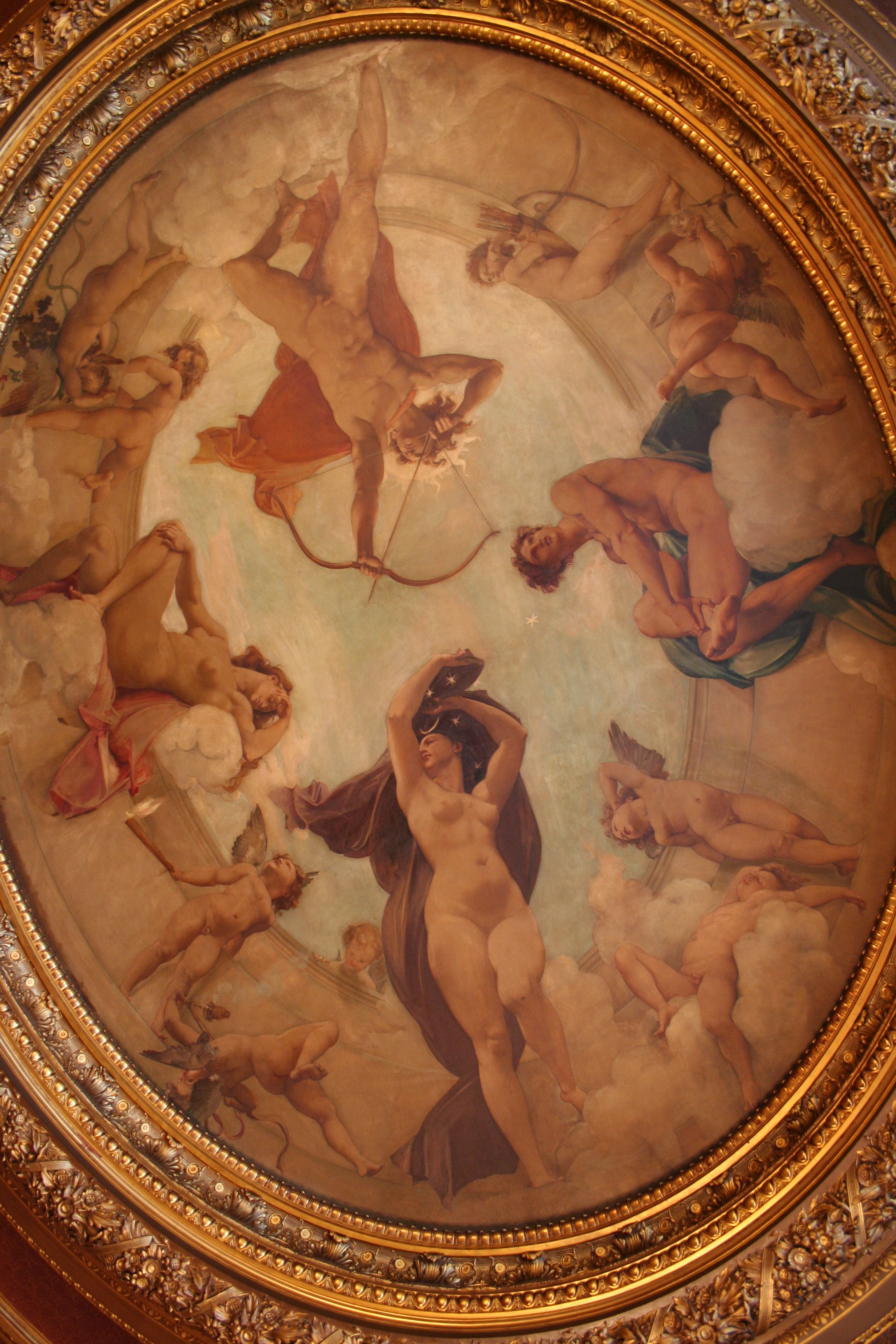
Hôtel de la Païva : Le Jour pourchassant la Nuit par P. Baudry (la Nuit est figurée par la Païva), plafond du grand salon.
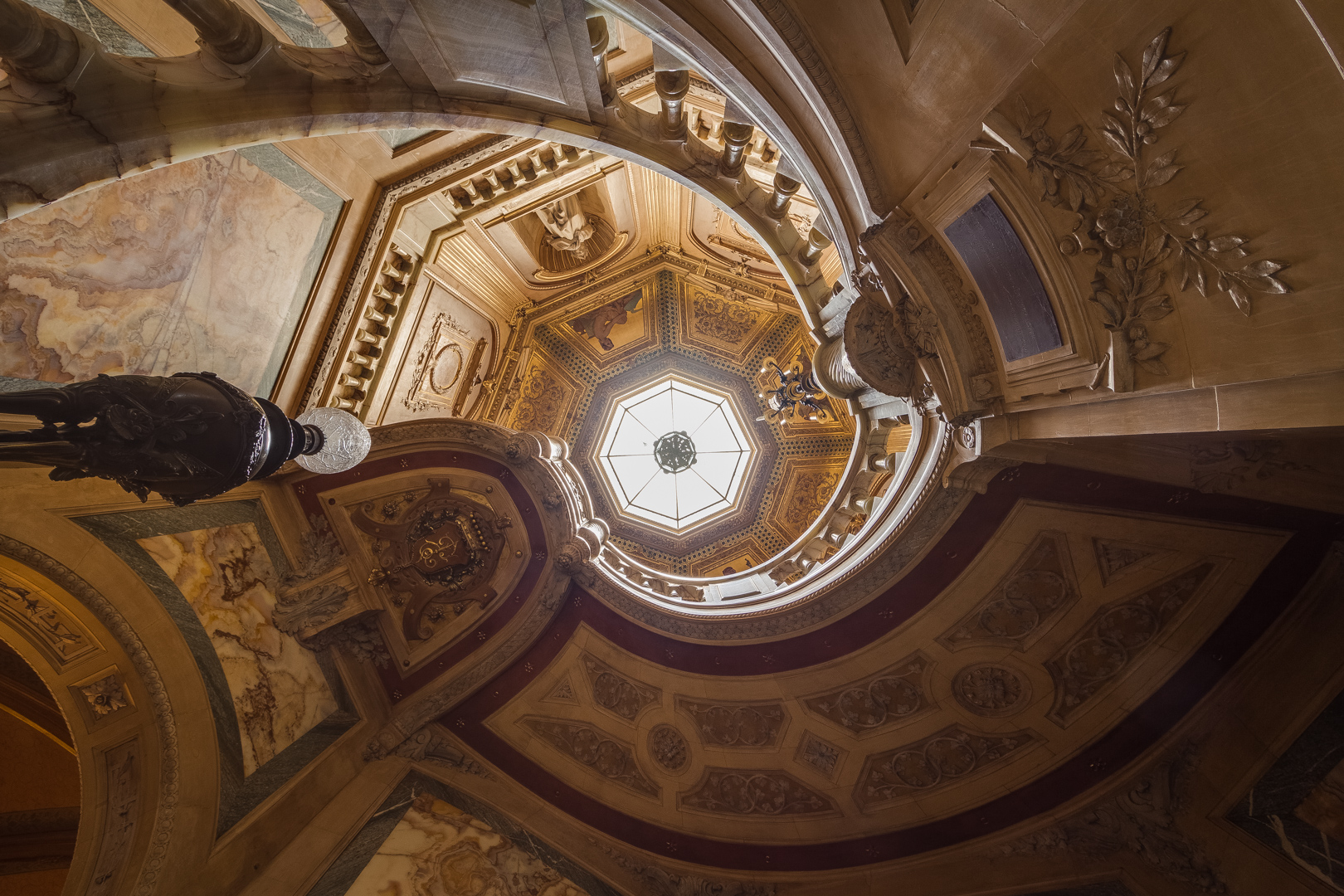
Peintures murales allégoriques dans l'escalier en onyx du vestibule d'entrée.
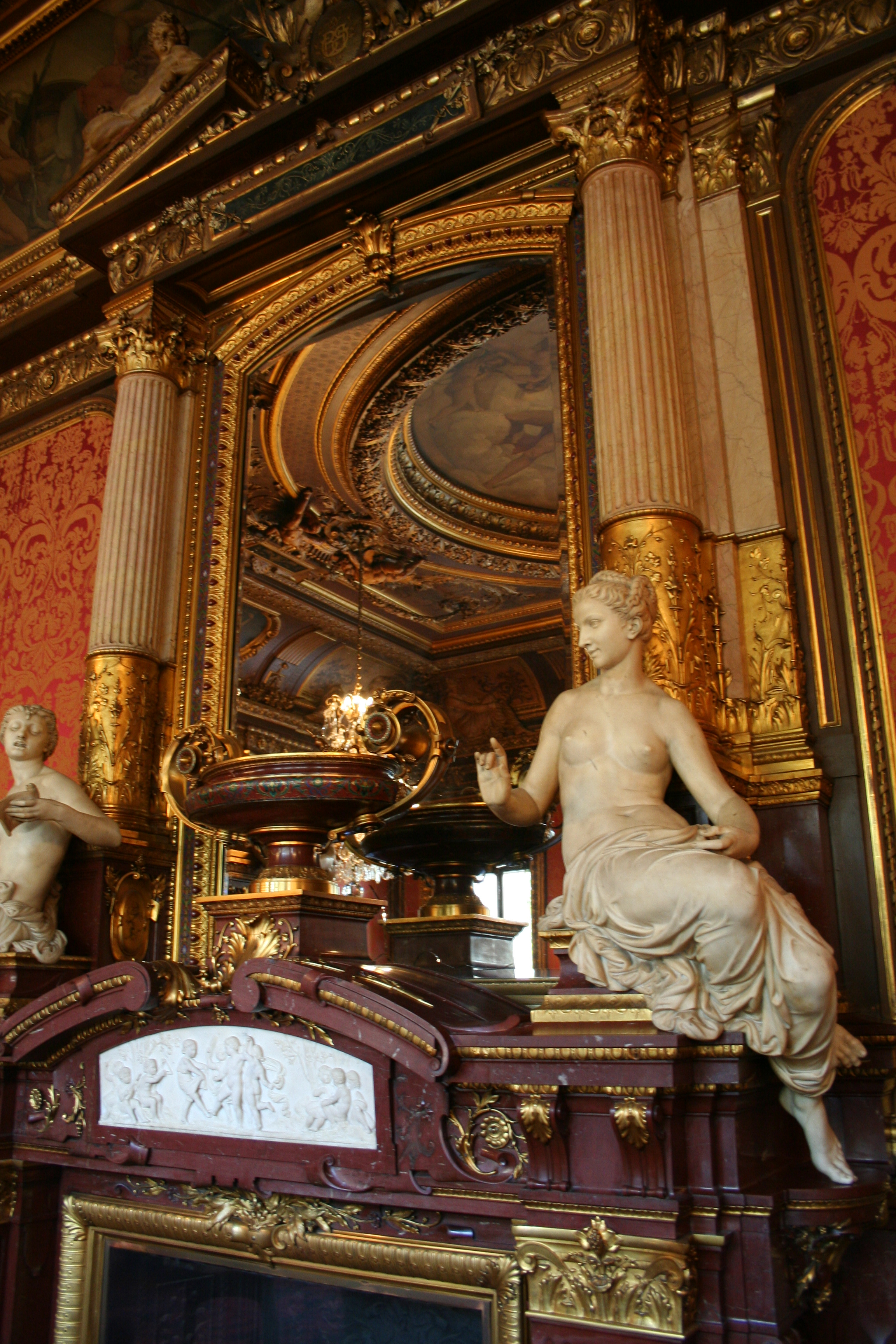
Hôtel de la Païva, détail du grand salon.

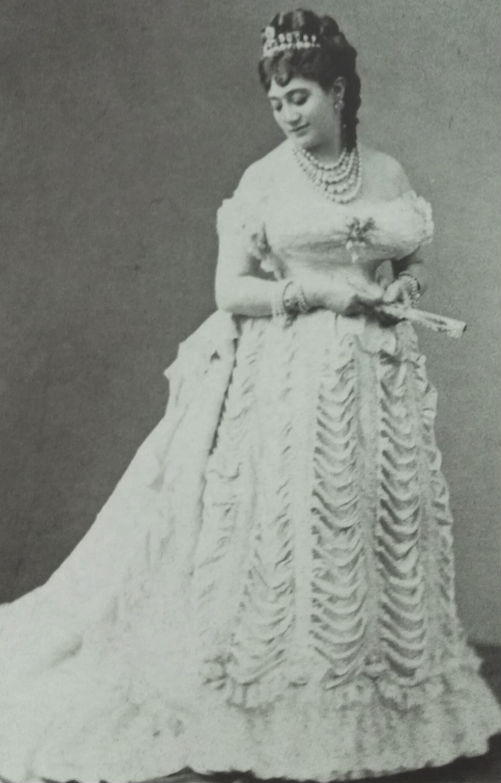
La Païva, années 1870.

Un spectaculaire lit en forme de conque en acajou de Cuba, la partie supérieure ornée d'une sirène, flanqué de cygnes reposant sur des ondes (vers 1860- 1800) lui ayant appartenu et qui est vendu à Paris le 30 octobre 1946 et exposé à Turin en 1992, figura à une vente aux enchères publiques Artcurial à Paris le 19 décembre 2006.
En 1857, Donnersmarck lui offre aussi le château de Pontchartrain, où elle séjourne en villégiature.
Son fils Antoine Villoing, étudiant en médecine, meurt à 25 ans en 1862 ; elle a pourvu à son éducation sans l'avoir jamais revu.
Son mariage avec le marquis de Païva est annulé le 16 août 1871 ; ce dernier revient en France mais, ruiné, il se suicide le 9 novembre 1872.
Le 28 octobre 1871, dans une église luthérienne de Paris, elle épouse son amant Donnersmarck, bientôt nommé gouverneur de la Lorraine annexée. Elle est utile à son nouveau mari : sa connaissance des milieux parisiens fortunés facilite le remboursement anticipé, par la France, de l'indemnité de guerre de cinq milliards de francs-or exigée par Bismarck après la guerre de 1870.

### Exil en Allemagne
Après la guerre franco-allemande de 1870, elle se mêle de politique. Cherchant à s'entremettre dans les négociations avec la Prusse, elle reçoit Léon Gambetta à Pontchartrain mais le gouvernement français la soupçonne d'espionnage et, devenue indésirable en 1877, elle doit quitter la France. Elle se retire en Silésie avec son époux, dans le château de Neudeck, à Świerklaniec, devenu territoire polonais en 1922 par le plébiscite de Haute-Silésie.
Elle y meurt le 21 janvier 1884, âgée de soixante-cinq ans. Une légende prétend que son mari, tout d'abord inconsolable, a fait embaumer son corps dans un cercueil de verre, conservé dans les combles du château mais que sa seconde épouse aurait exigé que la dépouille soit inhumée.

## Bijoux
Aux termes d'une transaction secrète, elle possédait un collier de 600 000 francs ayant fait partie de la collection de l'impératrice Eugénie.
Le 17 mai 2007, Sotheby's vend à Genève, pour 3,5 et 5 millions de francs suisses (soit 2 et 3 millions d'euros), deux diamants jaunes dits Donnersmark lui ayant appartenu : l'un en forme de poire (pear shaped), pesant 82,48 carats ; l'autre en forme de coussin (cushion shaped), de 102,54 carats,.

## Citations à son propos
- Son hôtel était surnommé « Chez la Païva, qui paye y va » (Païva)[15].
- Sur son hôtel à peine achevé, Alexandre Dumas fils aurait dit : « C'est presque fini, il ne manque que le trottoir »[16].
- De même, les Frères Goncourt ont indiqué dans leur Journal, en date du vendredi 24 mai 1867, à la suite de leur venue à l'hôtel de la Païva[17], que c'était « le Louvre du cul »[18].

## Documentaire
Esther Lachmann fait partie des figures féminines traitées dans le cadre de l'émission Secrets d'Histoire, intitulée Les reines de Paris.
Un épisode de Sous les jupons de l'Histoire lui est consacré sur Chérie 25 le 12 mai 2023.

## Notices
- Notices d'autorité :   - VIAF
  - ISNI
  - BnF (données)
  - IdRef
  - LCCN
  - GND
  - Pologne
  - Israël
  - NUKAT
  - Suède
  - WorldCat